# نهر الغدير

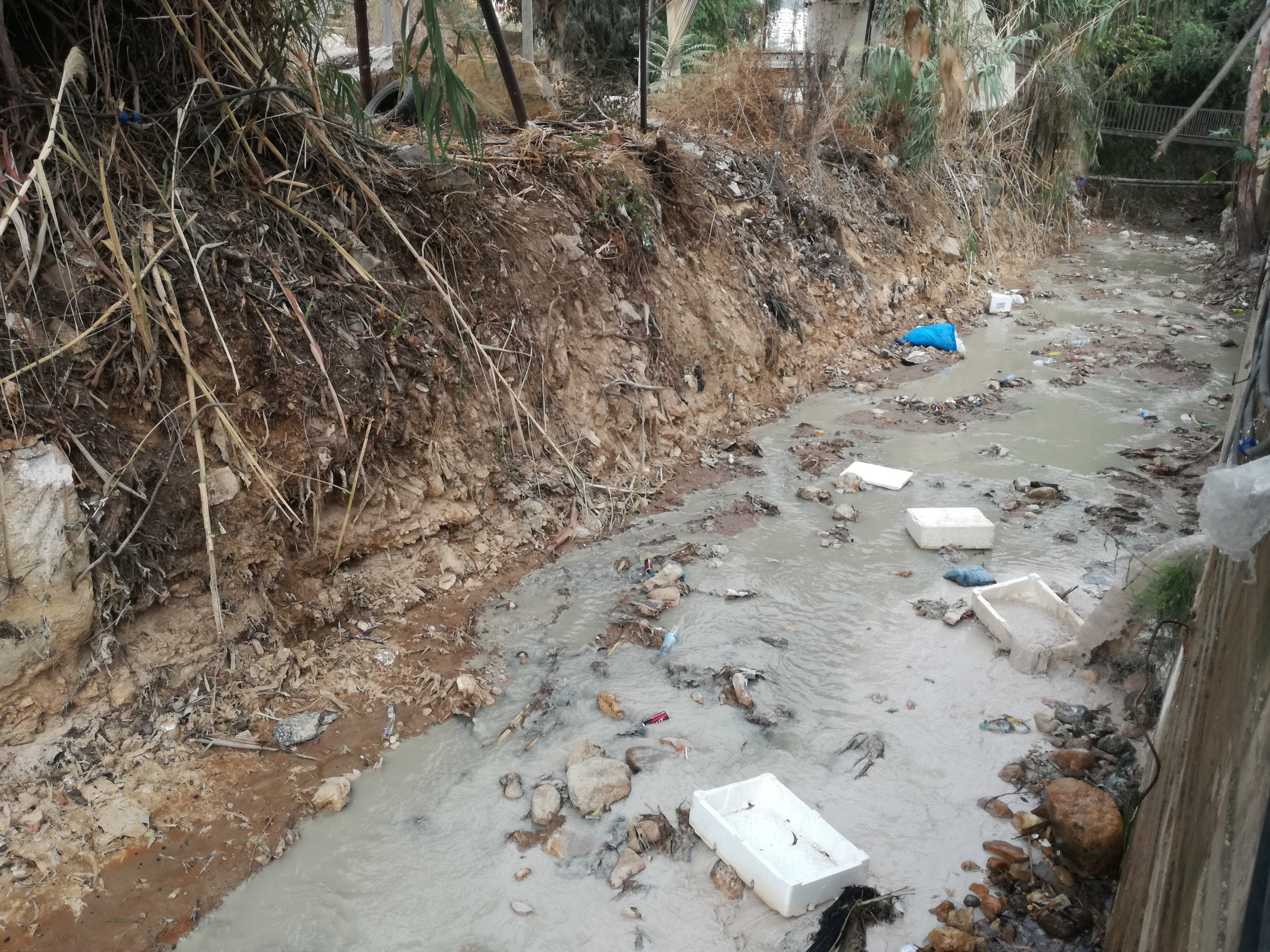
تلوّث نهر الغدير من مصارف المصانع المحيطة في المنطقة الصناعيّة في كفارشيما

نهر الغدير هو نهر في لبنان، تصب فيه عدّة أنهار فرعيّة تتشكّل عند هطول الأمطار في منطقة قضاء بعبدا في جبل لبنان. يمر النهر في مناطق الشويفات، كفارشيما، حي السلّم، ويصب النهر في البحر الأبيض المتوسّط، جنوب بيروت، في قناة تحت مطار بيروت الدولي. نهر الغدير يجف تماماً في الصيف، ولا يمكن عبور هذا النهر بالقارب.
بحسب بعض المصادر، فهو أكثر الأنهر تلوّثاً في لبنان، فحجم مياه المجاري التي تمر به يفوق حجم المياه طوال السنة. في عام 2017، زار وزير البيئة طارق الخطيب النهر، وأعلن عن ضرورة تحرّي أسباب التلوّث، وتنظيف النهر[بحاجة لمصدر].